# Karl Heinrich Rau
Karl Heinrich Daniel Rau (født 23. november 1792 i Erlangen, død 18. marts 1870 i Heidelberg) var en tysk økonomisk forfatter.
Rau blev 1816 professor ved universitetet i Erlangen og var fra 1822 professor i Heidelberg, som han varetog lige frem til sin død. Han var 1833-40 medlem af det badensiske førstekammer og i 1848 af Vorparlamentet i Frankfurt am Main.
Inden for nationaløkonomi indtog Rau oprindelig et kameralistisk-merkantilistisk standpunkt og var oprindelig tilhænger af lavsvæsenet og protektionismen. Hans klare og let tilgængelige fremstilling Lehrbuch der politischen Oekonomie i 4 bind, hvis første udgave så lyset mellem 1826 og 1837, var indtil midten af 1860'erne, da den historiske skole med Wilhelm Roscher brød igennem, fagets mest anvendte systemværk i Tyskland. Værkets seneste oplag blev udgivet af Adolf Wagner, i hvis "System" det efterhånden absorberedes. 
Senere gik Rau under påvirkning af den klassiske engelske skole over til den klassiske nationaløkonomi således, som denne var blevet grundlagt af Adam Smith og Jean-Baptiste Say, sluttede sig med visse forbehold til David Ricardos Jordrenteteori og hævdede dennes frihandlerpolitik og kosmopolitisme.
Han var fremstående som systematiker og ved sin insigt i de forskellige næringsvejes teknik samt ikke mindst, når det gjaldt om at fra et mere alment synpunkt bedømme landbrugsforholdene. Han skrev flere økonomiske værker.

## Forfatterskab
- Lehrbuch der politischen Oekonomie, bind I-III (1826-37, flere oplag, senere med visse bearbejdninger udgivet af Adolph Wagner; svensk oversættelse "Nationalhushållningslärans grundsatser", 1872-74).
- Ansichten der Volkswirthschaft (1821)
- Über die Landwirthschaft der Rheinpfalz (1830; andet oplag 1860)
- Geschichte des Pfluges (1845)